# Matěj Skalický
Matěj Skalický (* 5. listopadu 1993 Hradec Králové) je český novinář, rozhlasový moderátor a reportér, od března 2022 tvůrce a moderátor zpravodajského podcastu Českého rozhlasu Vinohradská 12.

## Život
V letech 2013 až 2019 vystudoval žurnalistiku na Univerzitě Karlově v Praze (získal titul Mgr.) a v letech 2013 až 2017 pak ještě politologii na Filozofické fakultě Univerzity Hradec Králové (získal titul Bc.). Je studentem doktorského programu Fakulty sociálních věd Univerzity Karlovy v Praze. Ve svém výzkumu se zaměřuje na vývoj českých zpravodajských podcastů.
Od března 2011 působí v Českém rozhlase. Začínal na zpravodajském webu, několik let byl externistou domácí i zahraniční redakce, podílel se na přípravě vědeckého pořadu Experiment. Reportáže do něj posílal pravidelně z Dánska, a hlavně pak z Velké Británie, kde také žil. Odtud zároveň přispíval i do řady dalších médií. Po návratu do České republiky se nepřetržitě zaměřoval na veškeré dění kolem pandemie covidu-19.
Po odchodu Lenky Kabrhelové a jejího týmu z Českého rozhlasu se od března 2022 stal vedoucím nového týmu, který připravuje zpravodajský podcast Vinohradská 12. První díl podcastu, který moderoval, byl odvysílán 7. března 2022.